# 林信華 (籃球教練)
林信華（1975年12月24日—）為臺灣籃球教練、前運動員。林信華就讀立志工商一年級時開始接受正規籃球訓練，高中畢業後進入中國文化大學體育系，也加入中華職籃幸福豹，1998年9月從中國文化大學休學，1999年2月復學，2001年4月幸福男籃解散後轉戰中廣戰神，2008年10月褪下球衣，已在暖暖高中擔任代課老師，之後任教於木柵高工，2014年籌組籃球隊，第一年止步於高中籃球乙級聯賽全國複賽。

## 外部連結
- 林信華在Eurobasket.com（球員）（英语）